# ヨハネス1世ツィミスケス
ヨハネス1世ツィミスケス（ギリシャ語: Ἰωάννης Αʹ Τζιμισκής, ラテン文字転写: Iōhannēs I Tzimiskēs, 925年 - 976年1月10日）は、東ローマ帝国中期、マケドニア王朝の皇帝（在位：969年 - 976年）。軍人皇帝として活躍し、東ローマ帝国領を東方へ拡大させた。「ヨハネス」は慣用読みで、中世ギリシア語では「ヨアニス1世ツィミスキス」となる。

## 生涯
ヨハネスはマケドニア王朝の血統ではなく、父方は当時の名門軍事貴族クルクアス家の縁戚で、母はニケフォロス2世フォカスの姉妹（姉・妹のどちらかは不詳）。皇帝となったおじニケフォロス2世の元で将軍として活躍したが、ニケフォロスに冷遇されたことで彼に不満を抱くようになり（ニケフォロスの一族であるフォカス家の親族や関係者が重用されるようになった）、愛人関係にあったニケフォロスの皇后テオファノと結託してニケフォロスを暗殺。自ら皇帝に即位した。即位すると、用済みになったテオファノに先帝殺しの汚名をかぶせて追放。自らはコンスタンティノス7世の娘テオドラと結婚してマケドニア王朝と縁戚関係を結び、帝位の正統性を確保した。
このように、簒奪者という形で帝位についたヨハネスだが、政策的には先帝ニケフォロスの軍事拡大路線を受け継ぎ、帝国の国力を増大させた。
ヨハネスが率いる重装騎兵軍団は、971年にバルカン半島へ侵攻してきたキエフ大公スヴャトスラフ1世の軍隊を打ち破り（en:Sviatoslav's invasion of Bulgaria）、同時にブルガリア東部を制圧。また先代から引き続いていたフランク人とのイタリア半島における戦争を、姪テオファノ（愛人だった前述の皇后テオファノとは別人物）をフランク皇帝オットー2世に嫁がせて和約を結び終結させた。
また、先帝の甥であるバルダス・フォカスの反乱も鎮圧した。
こうして北方および西方を安定させると、次いで東方のファーティマ朝打倒に向かい、974年からはメソポタミア北部を占領。さらに翌975年にはシリア・パレスチナへ遠征し、ダマスカスなどのシリア諸都市やナザレなどのパレスチナ地方を占領、エルサレムを望む地点にまで兵を進めた。ヨハネスはアルメニア王アショット3世に対し「全フェニキア、パレスチナ、シリアはサラセン人の軛から解放され、ローマ人の支配を認めた」と書き送っている。
ここで深入りすることの危険を悟って軍を引き返したが、その帰途に病に倒れ、翌976年1月10日に首都コンスタンティノポリスで病没した。ある史料は遠征からの帰途に宦官バシレイオス・ノソスが国有地を強奪していることを知ったヨハネスが激怒し彼を処罰しようとしたが、身の危険を感じたバシレイオスはヨハネスの酌人を味方につけて滞在地の有力者による歓迎の宴の最中にヨハネスに少しずつ毒を飲ませたため、首都に帰り着いたときにはヨハネスは瀕死の状態であったと伝えている。テオファノが自らを裏切ったヨハネスに復讐したという説もあるが、当時彼女は流刑先の修道院に監禁されていたので、これは「悪女テオファノ」というイメージによる想像に過ぎない。
ヨハネスの死によって、長く政治の実権から遠ざけられていたマケドニア王朝の嫡男バシレイオス2世が皇帝に即位した。このバシレイオス2世がニケフォロス2世・ヨハネス1世の軍事路線を受け継いで東ローマ帝国に最盛期をもたらすことになる。